# 川西通 (名古屋市)
川西通（かわにしどおり）は、愛知県名古屋市港区の地名。現行行政地名は川西通1丁目から川西通6丁目。住居表示未実施。

## 地理
名古屋市港区中央部に位置する。南は小碓町・本宮町・東土古町・泰明町・土古町、北は須成町・丸池町・小割通・川間町・正保町に接する。

## 歴史

### 町名の由来
中川運河の西側に位置する通であることによるという。

### 沿革
- 1960年（昭和35年）3月20日 - 港区小碓町の一部により、同区川西通として成立する[1]。
- 1961年（昭和36年）3月28日 - 小碓町・入場町・土古町の各一部を編入する[1]。
- 1968年（昭和43年）3月26日 - 一部が正保町に編入する[1]。

## 世帯数と人口
2019年（平成31年）3月1日現在の世帯数と人口は以下の通りである。
| 町丁   | 世帯数  | 人口  |
| ------ | ------- | ----- |
| 川西通 | 232世帯 | 504人 |

### 人口の変遷
国勢調査による人口の推移
| 2000年（平成12年） | 372人 | [ 9 ]  |  |
| 2005年（平成17年） | 357人 | [ 10 ] |  |
| 2010年（平成22年） | 497人 | [ 11 ] |  |
| 2015年（平成27年） | 500人 | [ 12 ] |  |

## 学区
市立小・中学校に通う場合、学校等は以下の通りとなる。また、公立高等学校に通う場合の学区は以下の通りとなる。
| 丁目        | 小学校                                                         | 中学校                                    | 高等学校 |
| ----------- | -------------------------------------------------------------- | ----------------------------------------- | -------- |
| 川西通1丁目 | 名古屋市立成章小学校                                           | 名古屋市立港明中学校                      | 尾張学区 |
| 川西通2丁目 | 名古屋市立成章小学校                                           | 名古屋市立港明中学校                      | 尾張学区 |
| 川西通3丁目 | 名古屋市立成章小学校 名古屋市立正保小学校 名古屋市立小碓小学校 | 名古屋市立港明中学校 名古屋市立港北中学校 | 尾張学区 |
| 川西通4丁目 | 名古屋市立成章小学校 名古屋市立正保小学校 名古屋市立小碓小学校 | 名古屋市立港明中学校 名古屋市立港北中学校 | 尾張学区 |
| 川西通5丁目 | 名古屋市立成章小学校 名古屋市立正保小学校 名古屋市立小碓小学校 | 名古屋市立港明中学校 名古屋市立港北中学校 | 尾張学区 |
| 川西通6丁目 | 名古屋市立小碓小学校                                           | 名古屋市立港北中学校                      | 尾張学区 |

## 交通
- 名古屋市道東海橋線（東海通）[7]
- 名古屋市道名古屋環状線[7]

## 施設
- 東海橋郵便局[7]
- 名古屋市消防局港消防署東海橋出張所[7]
- 愛知県警察港警察署小碓交番[7]
- 福島歯科医院[7]
- 八剣社[7]

## その他

### 日本郵便
- 郵便番号 : 455-0073[4]（集配局：名古屋港郵便局[15]）。